# 星空ダンシング
「星空ダンシング」は、桃井はるこの25枚目のシングル。tokyo torikoレーベルで2017年11月8日に発売された。販売は、ユニバーサル ミュージック。
帯文句は「シンガーソングライター・モモーイの夜空を駆けるポップ×ロックチューン！」

## 概要
レーベル移籍後二枚目のシングルで、恋の予感に胸がざわめくトキメキを歌う表題曲「星空ダンシング」と、Do It Yourselfの精神を歌ったカップリング曲「D・I・Y　～キミ色に染めて～」からなる。
アキバ系の音楽で特徴的なチップチューンの電子音や萌えソングの合いの手といった、ゲームやアニメ的な音色を抑え、生バンド感が強く出た音作りになっている。
ジャケット・ブックレットの撮影は建築中の新国立競技場で行われた。

## 収録曲
1. 星空ダンシング(5:12)
  - 作曲・作詞：桃井はるこ 編曲：奥山アキラ
2. D・I・Y ～キミ色に染めて～(4:33)
  - 作曲・作詞：桃井はるこ 編曲：馬場一嘉
3. 星空ダンシング（Off vocal ver.）(5:12)
4. D・I・Y ～キミ色に染めて～（Off vocal ver.）(4:30)

## 解説
星空ダンシング
ポップなメロディのビートロック。
歌詞に表された主人公はオタクで、新しい推しキャラや愛好物を見つけた時の高揚する想いを歌う。「絶対成就しない恋」は、そのような現実には恋愛や結婚が成り立たない対象への恋であることからきている。
こういったオタクの心理を強く歌ったのは、世界中で公演を行う中で出会ってきた各国のアキバ系、現地の「秋葉原」とでもいうべき場所での見聞を通じて、アキバ系の核心にあるのは特定の分野や趣味といったものを超越した精神や心意気にあるといった発見と自覚を持ったことにあった。
D・I・Y ～キミ色に染めて～
当時、桃井は染め物を趣味としており、自ら染めたTシャツや帽子、オーバーオールなどを着て登場するようになっていた
。
元々、初期のネットワーク上には一般社会に出回っていないような情報を求め、また提供するものたちが集っており、桃井もそれを支持して推進する立場であったが、インターネットの普及でネット上に一般的な情報が出回るようになってそれが「公」となり、逆に現実世界にネットにない私的な情報や経験が埋もれる逆転現象が起きる中で、デジタルなネットワーク上での活動だけでなく、現実世界でのアナログな活動をDo It Yourselfしながら、自分自身で上手く考えて組み合わせていかなければという思いから作曲された。